# Premis de Cinema Cavall d'Or
El Festival i Premis de Cinema Cavall d'Or de Taipei (台北金馬影展, Táiběi Jīnmǎ Yǐngzhǎn) és un festival de cinema i una cerimònia de lliurament de premis que se celebra anualment a Taiwan. Va ser fundada l'any 1962 per l'Oficina d'Informació del Govern de la República de la Xina (ROC) a Taiwan. La cerimònia de lliurament de premis se celebra normalment al novembre o desembre a Taipei, encara que l'esdeveniment també s'ha celebrat en altres llocs de Taiwan en els últims temps.

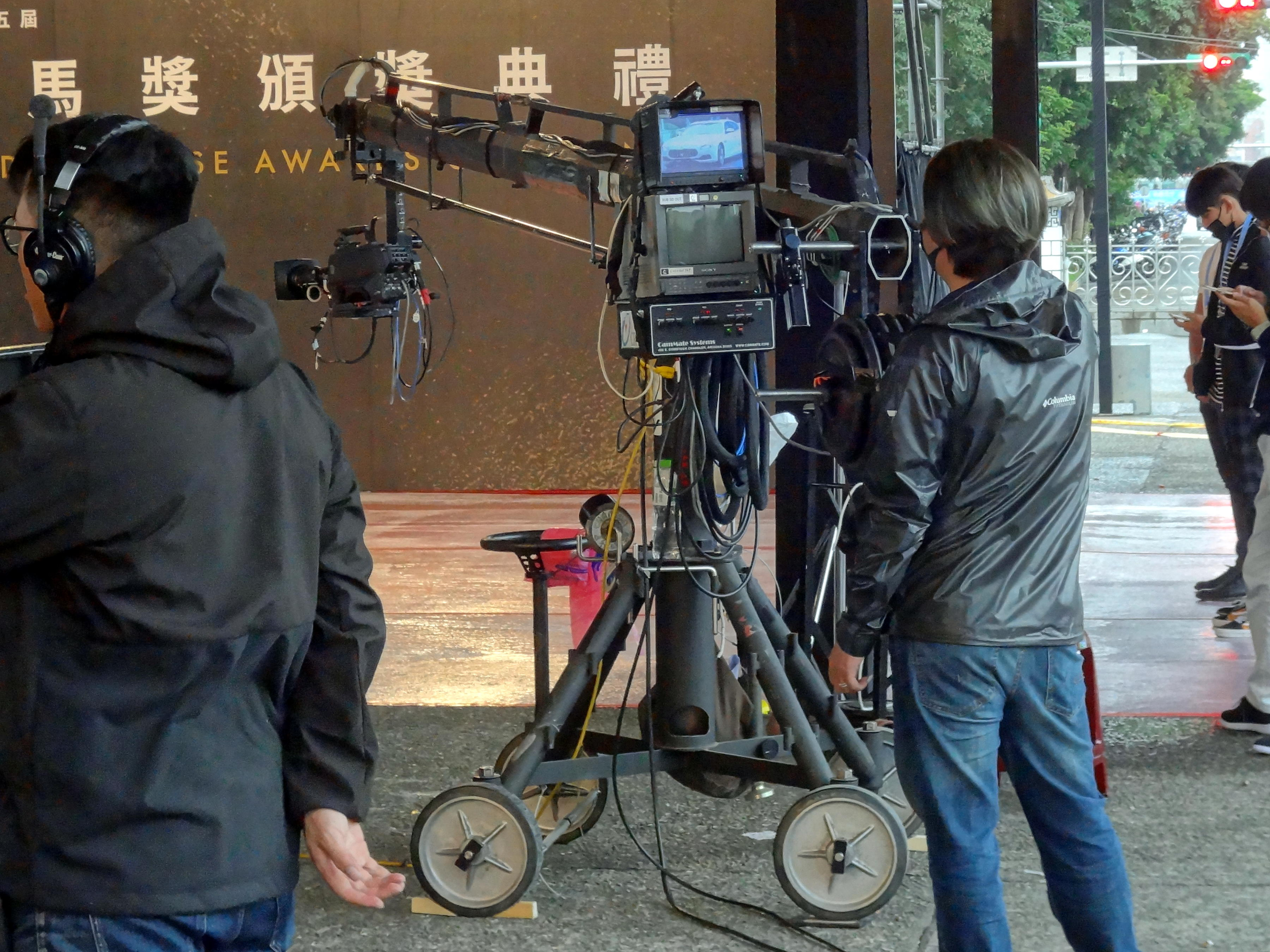

## Visió general
Des de 1990 (la 27a cerimònia de lliurament de premis), el festival i els premis han estat organitzats i finançats per la Motion Picture Development Foundation R.O.C., que va crear el Comitè Executiu del Festival de Cinema Golden Horse de Taipei. El Comitè està format per entre nou i quinze estudiosos de cinema i acadèmics de cinema a la junta executiva, que inclou el president i el conseller delegat. Sota el Comitè, hi ha cinc departaments diferents: el departament d'administració d'afers administratius interns, hostaleria i col·laboració intersectorial; el departament de màrqueting que s'encarrega de la planificació i promoció d'esdeveniments, publicitat i publicacions; el departament de promoció del projecte que assisteix a l'execució de les reunions del projecte; el departament de competició que s'encarrega del concurs i de l'entrega de premis; i el departament del festival que es dedica a la planificació del festival, el comissariat de pel·lícules i la invitació de cineastes, la transició i producció de subtítols i tots els arranjaments in situ durant el festival.

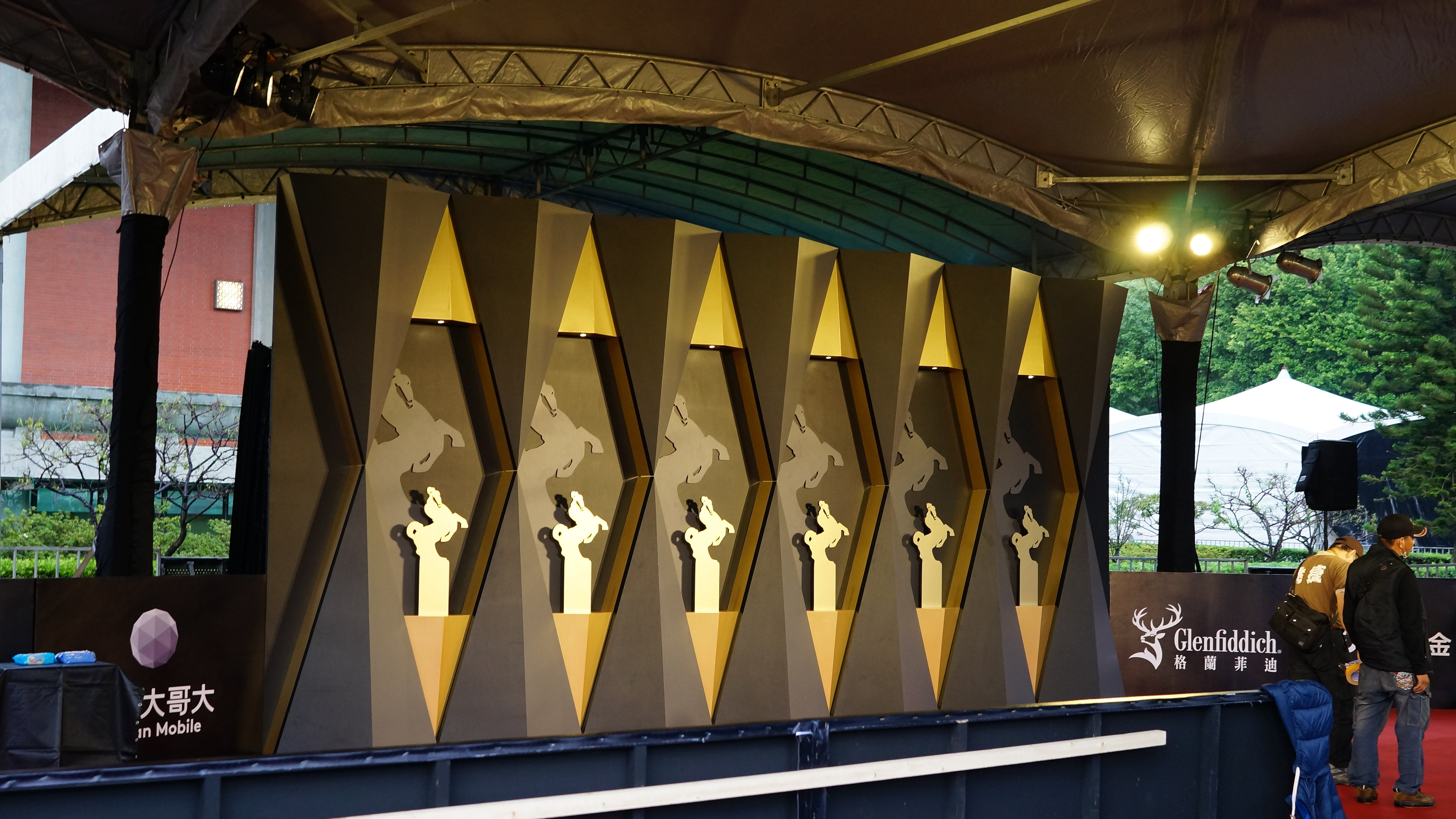
Saló de la fama, edició 2021

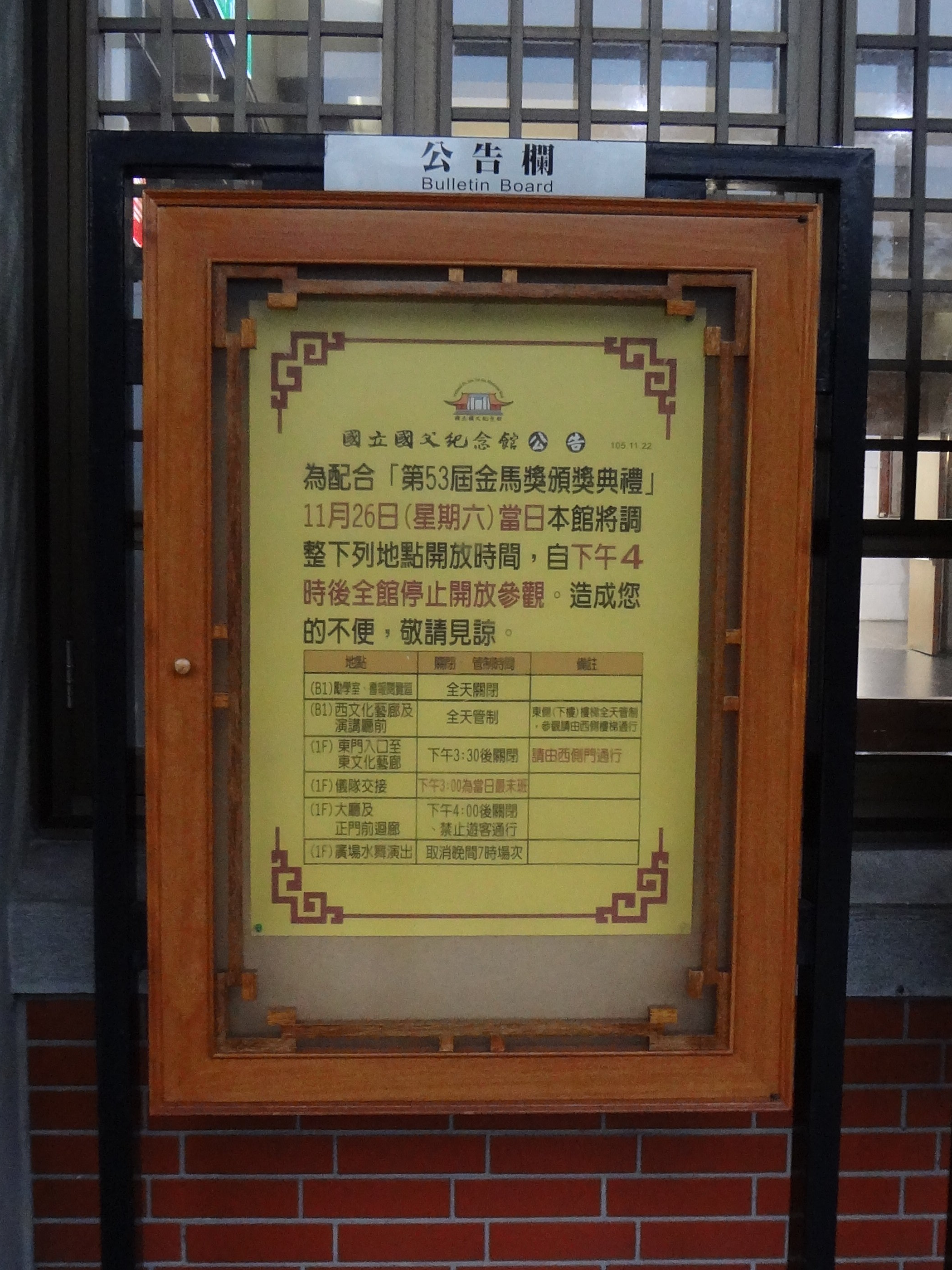
Notícia dels guanyadors dels premis (2016)

La cerimònia de lliurament de premis és l'equivalent de Taiwan als Premis Oscar. Els premis estan disputats per obres en xinès de Taiwan, Hong Kong, Xina continental i d'altres llocs. És un dels quatre grans premis de cinema en llengua xinesa, juntament amb el Hong Kong Film Awards, els Jinji Jiang i els Hundred Flowers Awards, també entre els premis cinematogràfics més prestigiosos i respectats de la indústria cinematogràfica de parla xinesa. També és un dels principals premis anuals presentats a Taiwan juntament amb els Golden Bell Awards per a la producció de televisió i els Golden Melody Awards per la música.
La cerimònia de lliurament dels premis Golden Horse se celebra després d'un festival d'un mes que mostra alguns dels llargmetratges nominats als premis. Un nombre substancial de les pel·lícules guanyadores en la història dels premis han estat produccions de Hong Kong. El període de presentació sol ser al voltant de juliol a agost de cada any i les nominacions s'anuncien cap a l'octubre amb la cerimònia que se celebra al novembre o desembre. Tot i que s'ha celebrat un cop l'any; tanmateix, es va aturar el 1964 i el 1974 i es va boicotejar en la cerimònia posterior al 2018. Els guanyadors són seleccionats per un jurat i se'ls atorga una estatueta del cavall d'or durant la cerimònia de transmissió.

## Història
El maig de 1962, l'Oficina d'Informació del Govern de la República de la Xina (ROC) va promulgar el Reglament dels Premis de Cinema Mandarí de l'any 1962" per fundar oficialment els Golden Horse Awards. El nom Cavall daurat (金馬) és un terme polític comú que prové de les illes de Kinmen, Quemoy, o "la porta daurada" (金門 jīnmén) i Matsu o "el cavall ancestral"(馬祖 mǎzǔ), que estan sota control ROC. Les raons eren purament polítiques, ja que aquestes illes eren illes de la costa de la ROC que les protegien del continent, i estaven fortament fortificades durant la Guerra Freda. Això implicava la sobirania de la República de la Xina sobre els territoris controlats per la República Popular de la Xina.
La cerimònia de lliurament de premis es va establir per impulsar la indústria cinematogràfica en llengua xinesa i per atorgar premis destacats en pel·lícules i cineastes en llengua xinesa. És un dels premis més prestigiosos de la indústria cinematogràfica d'Àsia. Ha estat ajudant al desenvolupament de pel·lícules en xinès, ja que ofereix un gran suport i estímul als cineastes. A més, té la intenció de presentar excel·lents pel·lícules al públic taiwanès d'arreu del món per estimular l'intercanvi d'idees i inspirar la creativitat.

## Inscripcions i elegibilitat
La cerimònia de lliurament de premis presta atenció no sols a les pel·lícules comercials, sinó també a les pel·lícules artístiques i documentals. Hi ha hagut algunes crítiques per part d'aquells que creuen que això no ajudarà gaire a la indústria cinematogràfica comercial de Taiwan. Tanmateix, la cerimònia de lliurament de premis té un paper important per ajudar la indústria cinematogràfica i cridar l'atenció de més gent sobre les pel·lícules en xinès.
D'acord amb la normativa vigent, qualsevol pel·lícula feta principalment en llengua xinesa és elegible per a la competició. Des de 1996, una llei de liberalització permet que les pel·lícules de la Xina continental entren als Premis. S'han lliurat diversos premis a artistes i pel·lícules de la Xina continental, com ara al millor actor per Xia Yu el 1996 per In the Heat of the Sun de Jiang Wen, el 1999 a Xiu Xiu de Joan Chen, el 2001 el de millor actriu per Qin Hailu i el 2004 a Kekexili: Mountain Patrol de Lu Chuan.

## Cerimònies de premis
| Cerimònia | Data                   | Presentador(s)                         | Lloc                                      | Cadena                                  |
| --------- | ---------------------- | -------------------------------------- | ----------------------------------------- | --------------------------------------- |
| 1rs       | 31 d'octubre de 1962   | Wang Yun-wu                            | Taipei Guo Guang Cinema                   |                                         |
| 2ns       | 31 d'octubre de 1963   | —                                      | Taipei Guo Guang Cinema                   |                                         |
| 3rs       | 30 d'octubre de 1965   | James Shen                             | Taipei Zhongshan Hall                     |                                         |
| 4ts       | 30 d'octubre de 1966   | —                                      | Taipei Zhongshan Hall                     |                                         |
| 5ns       | 30 d'octubre de 1967   | —                                      | Taipei Zhongshan Hall                     | BCC （Live）                            |
| 6ns       | 30 d'octubre de 1968   | Huang Shao-ku                          | Taipei Zhongshan Hall                     |                                         |
| 7ns       | 30 d'octubre de 1969   | Chung Chiao-kuang                      | Taipei Zhongshan Hall                     |                                         |
| 8ns       | 30 d'octubre de 1970   | —                                      | Taipei Zhongshan Hall                     |                                         |
| 9ns       | 30 d'octubre de 1971   | Lo Yun-ping                            | Taipei Zhongshan Hall                     |                                         |
| 10ns      | 30 d'octubre de 1972   | —                                      | Taipei Zhongshan Hall                     |                                         |
| 11ns      | 30 d'octubre de 1973   | —                                      | Taipei Zhongshan Hall                     |                                         |
| 12ns      | 30 d'octubre de 1975   | —                                      | Taipei Zhongshan Hall                     |                                         |
| 13ns      | 30 d'octubre de 1976   | Ting Mao-shih                          | Taipei Zhongshan Hall                     | —                                       |
| 14ns      | 30 d'octubre de 1977   | Hsu Ching-chung                        | Taipei Zhongshan Hall                     | —                                       |
| 15ns      | 31 d'octubre de 1978   | Wang Hao, Ivy Ling Po                  | Taipei Zhongshan Hall                     |                                         |
| 16ns      | 2 de novembre de 1979  | Chiang Kuang Chao, Sylvia Chang        | Sun Yat-sen Memorial Hall (Taipei)        |                                         |
| 17ns      | 3 de novembre de 1980  | Chiang Kuang Chao, Sylvia Chang        | Sun Yat-sen Memorial Hall (Taipei)        |                                         |
| 18ns      | 30 d'octubre de 1981   | Li Tao, Josephine Siao                 | Kaohsiung Cultural Center                 | CTS                                     |
| 19ns      | 24 d'octubre de 1982   | Terry Hu, Chiang Kuang Chao            | Sun Yat-sen Memorial Hall (Taipei)        | CTV                                     |
| 20ns      | 16 de novembre de 1983 | Sun Yueh, Tien Niu                     | Kaohsiung Cultural Center                 | TTV                                     |
| 21ns      | 18 de novembre de 1984 | Wang Kuan-hsiung, Yao Wei              | Sun Yat-sen Memorial Hall (Taipei)        | CTS                                     |
| 22ns      | 3 de novembre de 1985  | Sun Yueh, Terry Hu                     | Kaohsiung Cultural Center                 |                                         |
| 23ns      | 30 de novembre de 1986 | Chang Hsiao-yen, Eric Tsang            | Taipei Cultural Center                    |                                         |
| 24ns      | 29 d'octubre de 1987   | Chang Hsiao-yen, David Tao             | Taipei Cultural Center                    | CTS                                     |
| 25ns      | 5 de novembre de 1988  | Sylvia Chang, David Tao                | Taipei Gymnasium                          | TTV                                     |
| 26ns      | 9 de desembre de 1989  | Pa Ke, Yin Shia                        | National Theater and Concert Hall, Taipei | CTV                                     |
| 27ns      | 10 de desembre de 1990 | Chang Hsiao-yen, James Wong            | National Theater and Concert Hall, Taipei | CTS                                     |
| 28ns      | 4 de desembre de 1991  | Lin Feng, Sibelle Hu                   | National Theater and Concert Hall, Taipei | TTV                                     |
| 29ns      | 12 de desembre de 1992 | Chang Hsiao-yen, Lawrence Cheng        | Sun Yat-sen Memorial Hall (Taipei)        | CTV                                     |
| 30ns      | 4 de desembre de 1993  | Sun Yueh, Fang Fangfang                | Sun Yat-sen Memorial Hall (Taipei)        |                                         |
| 31ns      | 10 de desembre de 1994 | Regina Tsang, Kenny Bee, Chang Shih    | Sun Yat-sen Memorial Hall (Taipei)        |                                         |
| 32ns      | 9 de desembre de 1995  | Chang Hsiao-yen, Sylvia Chang          | Sun Yat-sen Memorial Hall (Taipei)        |                                         |
| 33ns      | 14 de desembre de 1996 | Hu Gua, Cally Kwong                    | Kaohsiung Cultural Center                 | CTS, Star Chinese Movies                |
| 34ns      | 13 de desembre de 1997 | Hsui Hao-ping, Sandra Ng               | Sun Yat-sen Memorial Hall (Taipei)        | ETTV                                    |
| 35ns      | 12 de desembre de 1998 | Isabel Kao, Jacky Wu                   | Sun Yat-sen Memorial Hall (Taipei)        | CTV, Star Chinese Movies                |
| 36ns      | 12 de desembre de 1999 | Wakin Chau, Matilda Tao                | Sun Yat-sen Memorial Hall (Taipei)        | TVBS Entertainment Channel              |
| 37ns      | 2 de desembre de 2000  | Matilda Tao, Stephen Fung, Nicky Wu    | Sun Yat-sen Memorial Hall (Taipei)        | Much TV                                 |
| 38ns      | 8 de desembre de 2001  | Kevin Tsai, Isabel Kao                 | Hualien Stadium                           | EBC                                     |
| 39ns      | 16 de novembre de 2002 | Carol Cheng, Kevin Tsai                | Kaohsiung Cultural Center                 | TVBS Entertainment Channel              |
| 40ns      | 13 de desembre de 2003 | Carol Cheng, Kevin Tsai                | Tainan Municipal Cultural Center          | TVBS Entertainment Channel              |
| 41ns      | 4 de desembre de 2004  | Kevin Tsai, Lin Chi-ling               | Zhongshan Hall (Taichung)                 | TVBS Entertainment Channel              |
| 42ns      | 13 de novembre de 2005 | Hu Gua, Patty Hou                      | Keelung Cultural Center                   | Azio TV                                 |
| 43ns      | 25 de novembre de 2006 | Kevin Tsai, Patty Hou                  | Taipei Arena                              | Azio TV                                 |
| 44ns      | 8 de desembre de 2007  | Pauline Lan, Blackie Chen, Angela Chow | Taipei Arena                              | Star Chinese Movies, Phoenix Television |
| 45ns      | 6 de desembre de 2008  | Carol Cheng, Blackie Chen              | Zhongshan Hall (Taichung)                 | Star Chinese Movies                     |
| 46ns      | 28 de novembre de 2009 | Matilda Tao                            | New Taipei City Hall                      | Azio TV                                 |
| 47ns      | 20 de novembre de 2010 | Kevin Tsai, Dee Hsu                    | Taoyuan Arts Center                       | TTV                                     |
| 48ns      | 26 de novembre de 2011 | Eric Tsang, Bowie Tsang                | Hsinchu Performing Arts Center            | TTV                                     |
| 49ns      | 24 de novembre de 2012 | Bowie Tsang, Huang Bo                  | Luodong Cultural Factory                  | TTV                                     |
| 50ns      | 23 de novembre de 2013 | Kevin Tsai                             | Sun Yat-sen Memorial Hall (Taipei)        | TTV                                     |
| 51ns      | 22 de novembre de 2014 | Mickey Huang, Ella Chen                | Sun Yat-sen Memorial Hall (Taipei)        | TTV                                     |
| 52ns      | 21 de novembre de 2015 | Mickey Huang, Lin Chi-ling             | Sun Yat-sen Memorial Hall (Taipei)        | TTV                                     |
| 53ns      | 26 de novembre de 2016 | Matilda Tao                            | Sun Yat-sen Memorial Hall (Taipei)        | TTV                                     |
| 54ns      | 25 de novembre de 2017 | Matilda Tao                            | Sun Yat-sen Memorial Hall (Taipei)        | TTV                                     |
| 55ns      | 17 de novembre de 2018 | Matilda Tao                            | Sun Yat-sen Memorial Hall (Taipei)        | TTV                                     |
| 56ns      | 23 de novembre de 2019 | N/D                                    | Sun Yat-sen Memorial Hall (Taipei)        | TTV                                     |
| 57ns      | 21 de novembre de 2020 | N/D                                    | Sun Yat-sen Memorial Hall (Taipei)        | TTV                                     |
| 58ns      | 27 de novembre de 2021 | Austin Lin                             | Sun Yat-sen Memorial Hall (Taipei)        | TTV                                     |

## Categories de premis

### Categories actuals
| Nom                                 | Nom mandarí      | Primer premiat |
| ----------------------------------- | ---------------- | -------------- |
| Millor pel·lícula                   | 最佳劇情片       | 1962           |
| Millor pel·lícula d’animació        | 最佳動畫長片     | 1977           |
| Millor documental                   | 最佳紀錄片       | 1962           |
| Millor curtmetratge                 | 最佳創作短片     | 1996           |
| Millor curtmetratge d’animació      | 最佳動畫短片     | 2016           |
| Millor Director                     | 最佳導演         | 1962           |
| Millor actor principal              | 最佳男主角       | 1962           |
| Millor actriu protagonista          | 最佳女主角       | 1962           |
| Millor actor secundari              | 最佳男配角       | 1962           |
| Millor actriu secundària            | 最佳女配角       | 1962           |
| Millor director novell              | 最佳新導演       | 2010           |
| Millor nou intèrpret                | 最佳新演員       | 2000           |
| Millor guió original                | 最佳原著劇本     | 1962           |
| Millor guió adaptat                 | 最佳改編劇本     | 1962           |
| Millor fotografia                   | 最佳攝影         | 1962           |
| Millor efectes visuals              | 最佳視覺效果     | 1995           |
| Millor direcció artística           | 最佳美術設計     | 1965           |
| Millor Makeup & disseny de vestuari | 最佳造型設計     | 1981           |
| Millor Coreografia d'Acció          | 最佳動作設計     | 1992           |
| Millor banda sonora original        | 最佳原創電影音樂 | 1962           |
| Millor cançó original               | 最佳原創電影歌曲 | 1979           |
| Millor muntatge                     | 最佳剪輯         | 1962           |
| Millors efectes sonors              | 最佳音效         | 1962           |

| Nom                               | Nom mandarí            | Primer premiat |
| --------------------------------- | ---------------------- | -------------- |
| Millor cineasta taiwanès de l'any | 年度台灣傑出電影工作者 | 1997           |
| Premi Elecció del Públic          | 觀眾票選最佳影片       | 1992           |
| Premi a la trajectòria            | 終身成就獎             | 1993           |

| Nom                                  | Nom mandarí        | Primer premiat |
| ------------------------------------ | ------------------ | -------------- |
| Premi FIPRESCI                       | 國際影評人費比西獎 | 2007           |
| Premi Piaget al millor guió original | 伯爵年度優秀獎     | 2013           |

### Categories discontínues

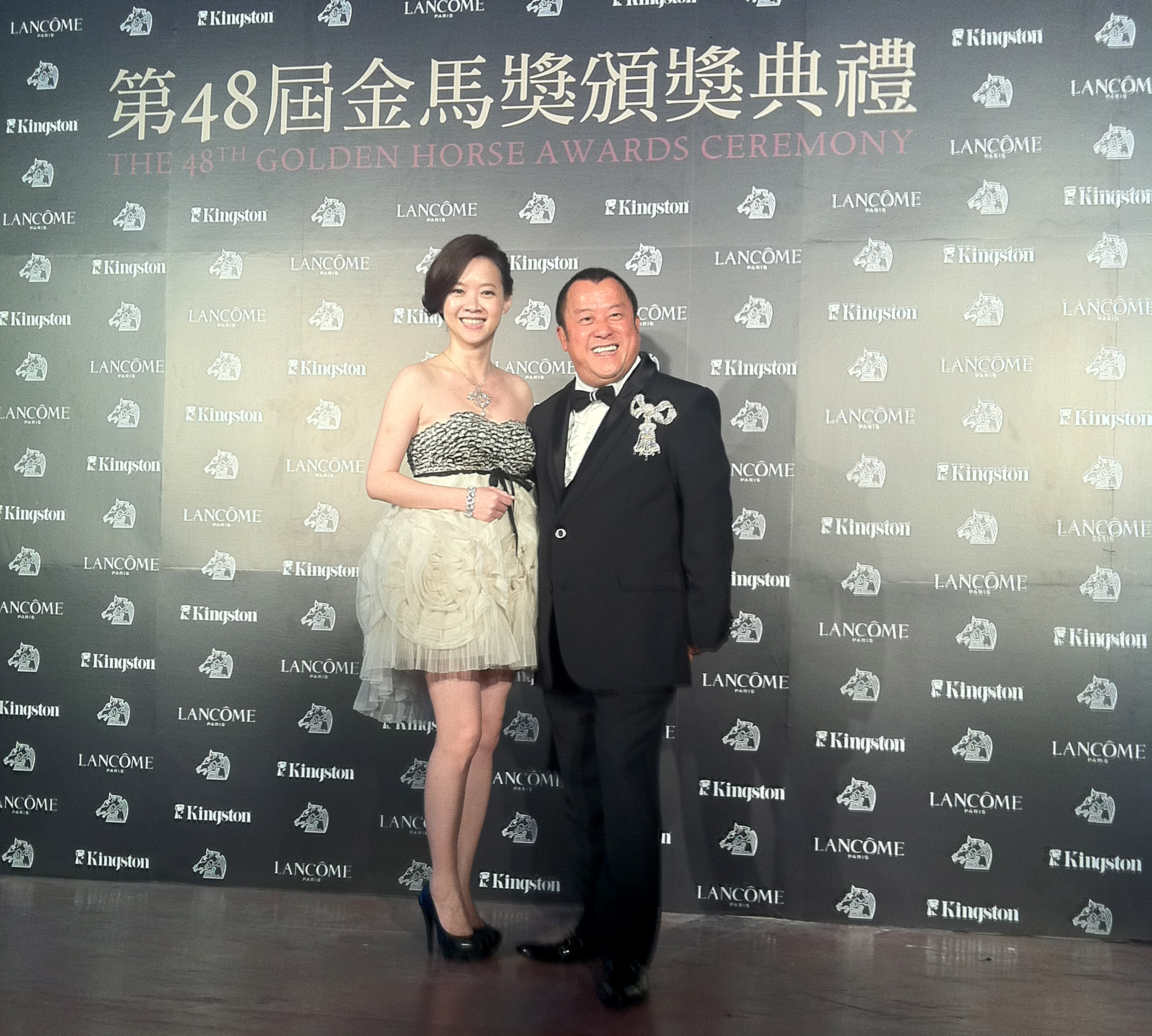
Bowie Tsang i Eric Tsang als Premis Golden Horse de 2012

| Nom                                        | Nom mandarí      | Primer premiat | Últim premiat |
| ------------------------------------------ | ---------------- | -------------- | ------------- |
| Pel·lícula taiwanesa de l’any              | 年度台灣傑出電影 | 1997           | 2010          |
| Millor director (documental)               | 最佳紀錄片導演   | 1986           | 1988          |
| Millor planificació (documental)           | 最佳紀錄片策劃   | 1962           | 1980          |
| Millor fotografia (documental)             | 最佳紀錄片攝影   | 1962           | 1980          |
| Millor pel·lícula de notícies              | 最佳新聞片       | 1968           | 1970          |
| Millor direcció (pel·lícula de notícies)   | 最佳新聞片編導   | 1968           | 1969          |
| Millor fotografia (pel·lícula de notícies) | 最佳新聞片攝影   | 1968           | 1969          |
| Millor direcció (animació)                 | 最佳卡通片編導   | 1977           | 1980          |
| Millor estrella infantil                   | 最佳童星         | 1962           | 1984          |

## Presentadors
Durant les catorze primeres cerimònies de premis, no hi va haver amfitrions habituals per la cerimònia. Els amfitrions van començar des de la quinzena cerimònia; Els amfitrions d'aquell any van ser Ivy Ling Po i Wang Hao. Des de llavors, normalment hi ha dos amfitrions cada any, de vegades amb una combinació d'un amfitrió de Hong Kong i un altre de Taiwan. Un nombre important de celebritats han acollit la cerimònia, com ara Jackie Chan, Eric Tsang, Kevin Tsai i Dee Hsu. El 2012 (la 49a cerimònia de lliurament de premis), Bowie Tsang i Huang Bo van ser els amfitrions i Huang Bo es va convertir en el primer amfitrió de la Xina continental en la història del Festival i Premis Golden Horse.